# Alsenz-Tunnel
Der Alsenz-Tunnel ist der zweitkürzeste von insgesamt vier Eisenbahntunneln entlang der Alsenztalbahn zwischen Hochspeyer und Bad Münster am Stein.

## Lage
Der Tunnel befindet sich beim Streckenkilometer 37,6 auf der Gemarkung der Ortsgemeinde Alsenz. Über ihn führt die örtliche Kalkofer Straße. An seinem Nordportal befindet sich die Straße Am Tunnel. Einige hundert Meter weiter nördlich schließt sich der Bahnhof Alsenz an.

## Geschichte
Um 1860 gab es erste Bestrebungen, entlang der Alsenz eine Bahnstrecke zu errichten. Diese sollte in Kombination mit der Maximiliansbahn und dem Ludwigsbahn-Abschnitt unmittelbar westlich von Neustadt als Transitstrecke in Nord-Süd-Richtung dienen. Unklar war zunächst die Streckenführung im südlichen Bereich.  Die weiter westlich liegende Stadt Otterberg strebte beispielsweise eine Streckenführung über ihr Terrain an. Die zuständigen Ingenieure verwarfen dies jedoch und plädierten für eine Trasse über Enkenbach nach Hochspeyer, da diese topographisch einfacher war. Nachdem der Abschnitt Hochspeyer-Winnweiler bereits 1870 eröffnet worden war, folgte ein halbes Jahr später der Lückenschluss bis nach Münster. Entlang der Strecke war er seinerzeit  der drittkürzeste seiner Art nach dem  Hochstein-Tunnel. Seit dessen Sprengung im Jahr 1970 ist er der zweitkürzeste im Alsenztal.